# Обручев Володимир Панасович

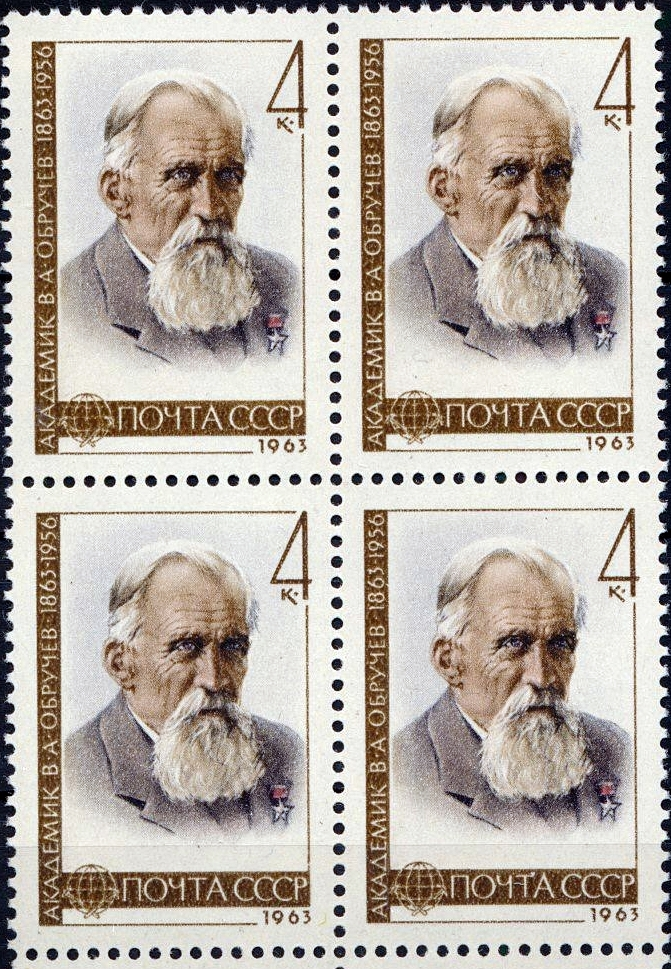
Марка, випущена до 100-річчя Володимира Обручева

Володи́мир Пана́сович О́бручев (рос. Владимир Афанасьевич Обручев; 10 жовтня 1863 — 19 червня 1956) — російський і радянський учений, організатор та популяризатор науки, геолог, історик геології та гірничої справи, географ та мандрівник. Академік АН СРСР від 1929 року. Герой Соціалістичної Праці (1945). Дослідник Сибіру та Середньої Азії. Основоположник науки неотектоніки. Автор фантастичних книг «Земля Санникова», «Плутонія». Лауреат Сталінської премії (1941, 1950).
  
На честь В. П. Обручева названий астероїд головного поясу 3128 Обручев, відкритий у 1979 р. М. С. Чернихом в Кримській астрофізичній обсерваторії.

## Біографія
Обручев народився у селі Клепеніне на Волзі, у Тверській губернії, в сім'ї армійського офіцера. Оскільки розташування полку, у якому служив батько, часто змінювалося, сім'я Обручевих переїжджала з одного міста до іншого, Обручев змінив кілька навчальних закладів, поки родина не влаштувалися у Вільно (Вільнюс), де Володимир Обручев закінчив реальне училище. У 1881 році він вступив до Петербурзького гірничого інституту, який закінчив 1886 р. Тут він навчався у відомого російського географа і геолога І. У. Мушкетова, під впливом якого ще у студентські роки зацікавився вивченням азійських просторів Росії, Монголії, Китаю.
Отримавши по закінченні інституту звання гірського інженера, Обручев взяв участь у експедиції, яка проводила геологічні дослідження вздовж траси споруджуваної Закаспійської залізниці. Він вивчав територію вздовж лівого берега Амудар'ї від Чарджоу до Керки. Перетнув пустелю Каракуми й вперше встановив, що піски сюди принесено річками і вони не є морськими відкладами, як стверджувалося раніше.
У сухих руслах, відзначених ланцюжком гірко-солоних озер, він розгадав древні річкові долини, якими багато тисячоліть тому текли річки. Результати цих спостережень були викладені у низці статей та в окремій книзі «Закаспійська низовина». Вивчаючи піски Каракумів, Обручев визначив три їх типи: барханні, горбисті і пасмові. Ці спостереження виявилися дивовижно точними і згодом переважно підтвердилися дослідженнями радянських географів і геологів.
Другий період його дослідницької роботи починається у 1889 р., коли Обручев призначили геологом Іркутського гірського управління, яке відало Іркутською, Єнісейською губерніями, Якутською і Забайкальською областями. Велична природа Східного Сибіру підкорила Володимира Панасовича, і він починає детально вивчати її. Він досліджує корисні копалини регіону, вивчаючи геологічну будову берегів р. Лени від Качуга до гирла р. Вітім. На розвиток його поглядів на геологію Східного Сибіру вплинули враження про Байкал. Він спростував думку відомого дослідника Сибіру Яна Черського у тому, що западина Байкалу — результат тривалого розмиву і повільних складкообразных рухів земної кори. «Занадто вона глибока, — писав Обручев, — занадто велика й занадто круті і стрімчасті її схили. Така западина можна бути створена лише диз'юнктивними рухами земної кори (переміщеннями ділянок земної кори по розламах і тріщинам.) і створена порівняно недавно, інакше її круті схили було б вже згладжені розмивом, а озеро його продуктами». Широко відома робота Обручева щодо палеозойських відкладень Верхньої Лени, де він вперше докладно розчленував палеозойські відклади Приленського краю на яруси і почту.
Наступними дослідженнями інших вчених підтвердилися також висновки Обручева про давніх часів і молодих ділянках долин Ленського золотоносного району, генезисі золотих розсипів та його розподілі.
Опубліковані звіти Обручева по Прибайкаллю і Ленському району високо оцінив І. У. Мушкетов. Саме завдяки його клопотанню В. П. Обручев отримав пропозицію від Російського географічного товариства що до участі у експедиції відомого мандрівника Г. М. Потаніна до Центральної Азії.
«Збувалися мої мрії, — писав Обручев, — відмовитися від участі у цієї експедиції — означало поховати їх назавжди. Я відповів негайно згодою, хоча експедиція різко змінювала все плани майбутнього». Експедиція працювала у 1892—1894 роках. У завдання Обручева входило ознайомлення з геологією Північного Китаю та східної половини Азії.
Під час цієї експедиції Обручев досліджував степ і пустелю Гобі, сипучі піски Ордоса, пройшов у Північному Китаї по лесовими територіями. Він піднімався на Алашаньський хребет, досліджував гірські ланцюга Всточного і Західного Наньшаня, двічі перетнув Східний Куньлунь, був у берегах оз. Кукунор, пройшов вздовж р. Едзин-Гол і побував на берегах великої китайської річки Хуанхе. Закінчуючи маршрут через гірську Хамійську пустелю, пройшов вздовж Східного Тянь-Шаня у м. Кульджу.
За різноманіттям зібраного матеріалу і широті охоплення території подорож Обручева по Азії залишається досі неперевершеним. Виконавши окремий від основного загону експедиції Потаніна маршрут, Обручев два роки і два місяці зі своїм загоном верхи, на мулах, верблюдах і пішки пройшов понад 13 тис. кілометрів, їх майже половину тими місцями, що раніше не досліджувалися європейцями. Під час шляху він вів щоденник з докладною записом щоденних географічних і геологічних спостережень, маршрутну зйомку з викреслюванням карт протягом 9 тис. кілометрів. У 838 точках виконав інструментальне вимірювання висот. Було зібрано кілька тисяч зразків гірських порід і відбитків копалин тварин і зразків рослин.
Своїми дослідженнями він спростував популярну у той час гіпотезу, ніби пустеля Гобі в далеку геологічну епоху була морським дном. По знайденим останках вимерлих тварин і звинувачують рослин Обручев ствердно довів, що був суша з багатющим рослинним і тваринним світом. Через війну багатьох спостережень він також з'ясував походження лесу як продукту вивітрювання гірських порід Азії, які у вигляді пилу переносилися вітром в Північний Китай, утворивши за мільйони потужні товщі. Обручев заповнив на карті Азії багато «білих плям», визначив основні риси будівлі рельєфу Східної та Центральною Монголії, Північного Китаю та інших районів, що ж перед ним нічого був відомо. У системі Наньшаня Обручев відкрив кілька нових хребтів і назвав їх іменами І. У. Мушкетова, П. П. Семенова і Російського географічного товариства. Нарешті, як географ вивчав культури і побут народів, які населяють в Центральну Азію.
Після цієї експедиції ім'я Обручева як великого ученого та мандрівника одержало світову популярність. За результатами експедиції видано кілька наукових трудів(«Центральна Азія, Північний Китай і Нань-шань», «Природа та корінні мешканці Центральної Азії і його південно-східної околиці» та інші), які одержали визнання як у Росії, так і за кордоном. Обручева визнано одним з видатних дослідників Азії. Про значення проведених досліджень свідчить те, що китайські геологи користуються науковими матеріалами Обручева щодо природних ресурсів своєї країни.
У 1894—1895 роках Володимир Панасович знову у Сибіру, де стає про розділ великих геологічних досліджень. У зв'язку з будівництвом Великої Сибірській залізниці він організує планомірні геологічні дослідження у в південному й південно-східному Забайкаллі і вивчає природу південно-західного Забайкалля. Ці дослідження послужили матеріалом для монографії про Селенгинську Даурію. У наукових працях цього періоду Обручев довів, що Сибір, як і європейська частина Росії, був у свій час покрита льодовиками, сучасний рельєф азійській частині Євразії порівняно молодий, він утворився в останню геологічну епоху. Знаходячись у Сибіру, Обручев брав активну участь у діяльності Східно-Сибирского філії Російського географічного товариства, був редактором його журналу і стає головою секції фізичної географії. Навесні 1898 року Обручев переїхав до Петербурга і протягом трьох років детально обробляв матеріали своїх попередніх експедицій. А до того часу сталося кілька його поїздок до зарубіжних країн — до Німеччини, Австрії, Швейцарії та Франції. Він узяв в Географічному конгресі, що проходив у Берліні, й у геологічному конгресі у Парижі, брав участь у геологічних екскурсіях.
У 1901—1912 роках Обручев працював у Томському технологічному інституті, а з 1912 року — у науково-дослідних і навчальних закладах Москви, поєднуючи педагогічну діяльність із науково-дослідними роботами. У літні канікули він виїжджав досліджувати басейн р. Бодайбо, Ленские копальні, Джунгарию, степи Казахстану від Семипалатинска до кордону із Китаєм, берега Єнісею північніше Красноярська, Алтай. Результати цих досліджень було згодом було опубліковано у монографії «Прикордонна Джунгария» й у оглядах у журналі «Паладій і золото». Праці з цим золотоносним районам висунули Обручева як великого фахівця з геології золоторудних родовищ.
У 1914 року Обручев здійснив експедицію на Алтай. Опублікована за матеріалами експедиції робота «Алтайські етюди» започаткувала нові уявленням про палеогеографію цієї гірської області. Дослідження на Алтаї дозволили також зібрати значний матеріал, з урахуванням якого учений згодом створив нову гілка геології — неотектонику. У 1918 року він працює у Вищій раді народного господарства, задля якого проводить на Донбасі пошуки й розвідку вогнетривких глин і мергелів. З 1921 року Обручев — член-кореспондент, і з 1929 року — дійсний член Академії наук СРСР. У 1929—1933 роках Володимир Панасович очолював геологічний інститут АН СРСР, і водночас із 1930 року він — голова комісії АН СРСР з вивчення вічної мерзлоти, перетвореної на 1939 року до Інституту мерзлотоведения. Протягом років Другої світової війни Обручев — академік-секретар Відділення геолого-географических наук АН СРСР, яке проводило великі роботи оборонного значення. У цей короткий час він завершує своє багатотомну монографію «Історія геологічного дослідження Сибіру». Загальний обсяг цієї роботи становить близько 2700 сторінок. У 1947 року Обручев був обраний почесним президентом Географічного товариства СРСР. З-під пера ученого вийшло щонайменше 1750 друкованих аркушів наукової продукції. Академік М. А. Усов — учень Обручева Томському технологічному інституті — так оцінив його титанічну працю: «Рідкісна геологічна установа світу колективно випустила стільки друкованої продукції, скільки дав один Обручев». Також Володимир Обручев виступав як автор книжок і статей наукового змісту. Він також широко відомий як автор науково-фантастичних і пригодницьких романів, як нарисовець і публіцист. Він також є автором фейлетонів і віршів. Першим твором, у якому проявилося його обдарування як письменника, був науково-фантастичний роман «Плутонія». Ну а потім їм було написано романи «Земля Санникова», «Золотошукачі у пустелі», «Рудник убогий», повість «У нетрях центральної Азії» і кілька цікавих автобіографічних книжок («Мої мандри Сибіром», «Від Кяхти до Кульджи» та інших.). Написані правдиво захоплююче, ці твори і досі популярні серед найбільш широкого загалу читачів, особливо серед школярів та студентів. Багато студентів географічних і геологічних факультетів дійшли свого фаху завдяки читанню художніх творів Володимира Обручева. А «Земля Саннікова», наприклад, викликала інтерес у читачів й привернула увагу вчених: для пошуків «землі» було організовано морські і повітряні експедиції.
За великі наукові заслуги Обручеву в 1945 року присвоєно звання Героя Соціалістичної Праці. Він є лауреатом премії імені Т.Шевченка, премії імені Леніна, двічі лауреат Державної премії СРСР, нагороджений 5 орденами Леніна, орденом Трудового Червоного Прапора, багатьма медалями, зокрема почесними медалями АН СРСР і Географічного товариства СРСР. У 1938 року АН СРСР заснувала премію імені Обручева за найкращі роботи з геології Сибіру. Його ім'ям названо мінерал обручевит, і навіть гірський хребет у Туві, гора в верхів'ях р. Вітіма, льодовик на Полярному Уралі, підводна височина у Тихому океані біля берегів Камчатки, оаза в Антарктиді та інші географічні об'єкти.